# Rebeca Andrade
Rebeca Rodrigues de Andrade (Guarulhos, 8 de maio de 1999) é uma ginasta artística brasileira, bicampeã olímpica e a maior medalhista da história do Brasil nos Jogos Olímpicos, com 6 medalhas (2 ouros, 3 pratas e 1 bronze). Também foi bicampeã mundial no salto (2021, 2023) e campeã mundial individual geral de 2022.
Nos Jogos Olímpicos de 2020, Rebeca conquistou a primeira medalha feminina da ginástica brasileira e também latino-americana com a prata no individual geral, e com o ouro no salto, sendo a primeira atleta brasileira a ganhar duas medalhas numa mesma edição das Olimpíadas. Nos Jogos Olímpicos de 2024, Rebeca se tornou a atleta olímpica nacional com mais medalhas nos Jogos, após conquistar o bronze por equipes, a prata no individual geral e no salto, e o ouro no solo. Tornou-se também a primeira brasileira bicampeã olímpica em prova individual.
Em 2021, ampliou seus feitos históricos no Mundial realizado em Kitakyushu, onde se tornou a primeira brasileira a conquistar duas medalhas em uma única edição do torneio, levando o ouro no salto e prata nas barras. Em 2022, se tornou a primeira brasileira a conquistar o ouro na categoria individual geral, feito que também a tornou a primeira a ser campeã mundial em duas categorias distintas (AA, VT). Em 2023, fez parte da equipe brasileira que ganhou a primeira medalha para o país na Ginástica em campeonatos mundiais, na Antuérpia, sendo a primeira seleção sul-americana a realizar tal feito, e se tornou a mais premiada ginasta no país em mundiais com suas sexta, sétima, oitava e nona medalhas, ao conquistar o campeonato no salto, vice-campeonato no individual geral e no solo, e bronze na trave no mesmo ano, além de ter sido a primeira no país a conquistar pelo menos uma medalha em cada uma das finais em campeonatos mundiais, e a 11ª ginasta feminina no mundo a realizar tal feito.
Em 2025, recebeu em Madri, na Espanha, o Laureus World Sports Awards, considerado o "Oscar do Esporte", tornando-se a primeira mulher brasileira a ser laureada com o prêmio.

## Vida pessoal
Rebeca e seus sete irmãos foram criados por sua mãe solo, Rosa, que trabalhou como faxineira para poder pagar pelo treinamento da filha. O irmão mais velho de Rebeca era encarregado de levá-la de casa aos treinos, percurso que demorava duas horas a pé, até conseguirem uma bicicleta. De acordo com Andrade, o apoio de sua família foi fundamental para chegar ao nível de elite do esporte.
A atleta passou por três cirurgias de reconstrução do ligamento cruzado anterior do joelho direito.
Andrade ganhou status de celebridade em terras brasileiras após seus feitos nas Olimpíadas de Tóquio, participando de programas de televisão como o Altas Horas e o Saia Justa. Em outubro de 2021, ela foi capa da edição brasileira da revista Vogue. No mesmo ano, foi congratulada com o Prêmio Brasil Olímpico como melhor atleta feminina do ano.
A ginasta trabalhou com uma psicóloga esportiva por iniciativa do Comitê Olímpico Brasileiro (COB), e a terapia a incentivou a se matricular na faculdade de Psicologia.

## Carreira

### Juvenil

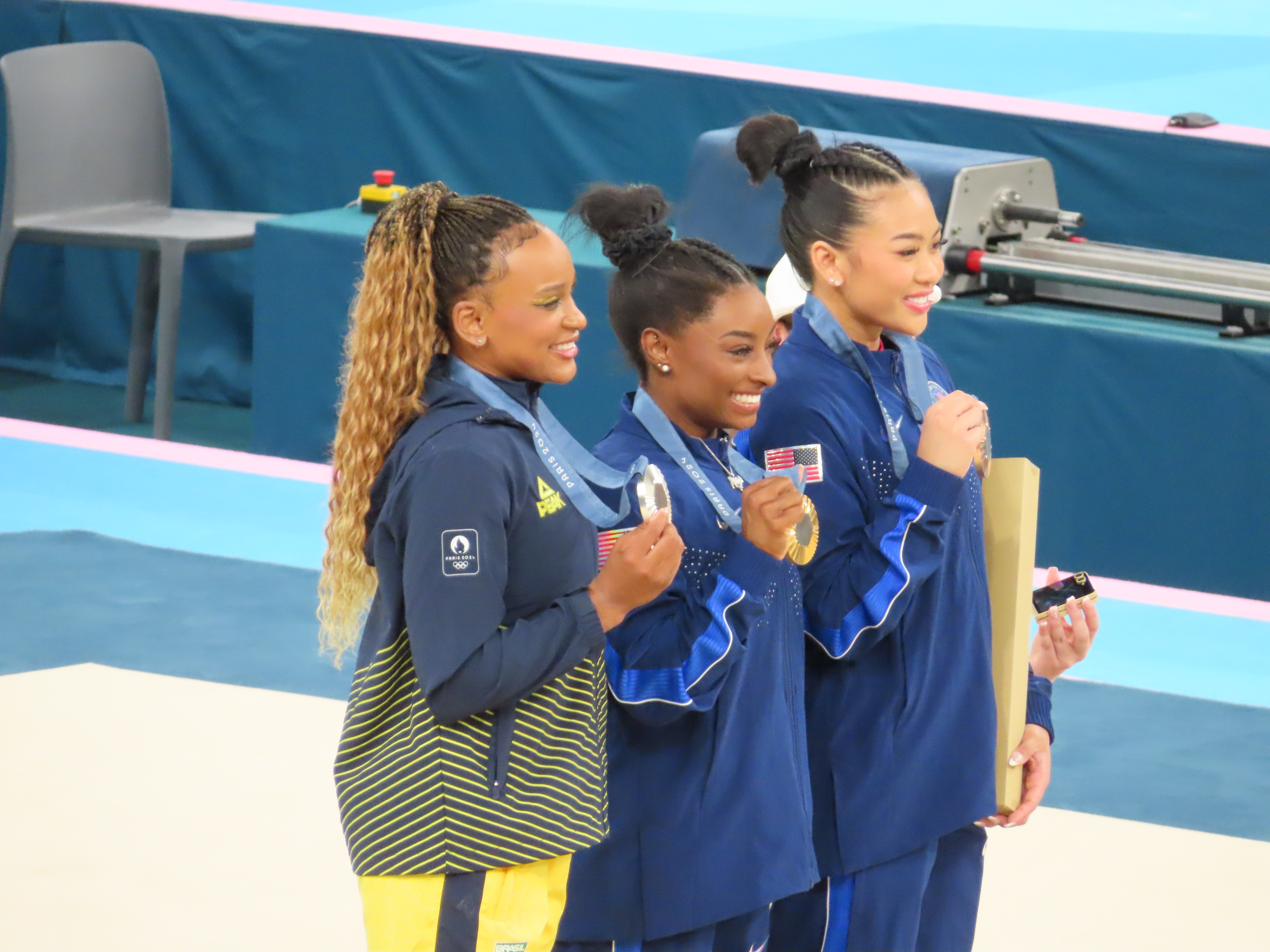
Rebeca recebendo sua medalha de prata do individual geral feminino de Paris 2024, junto das americanas Simone Biles e Sunisa Lee

#### Início de carreira
Rebeca começou a treinar aos quatro anos no Ginásio Bonifácio Cardoso, em um projeto social de iniciação ao esporte da prefeitura de Guarulhos, na Região Metropolitana de São Paulo, após incentivo de sua tia, por conta da disposição natural da jovem em treinar truques em casa. Ainda criança, ficou conhecida como a "Daianinha de Guarulhos" em alusão a Daiane dos Santos, uma de suas ídolos na ginástica, com quem chegou a treinar em 2009.
Aos dez anos, Rebeca mudou-se sozinha para Curitiba, no Paraná, para conseguir melhores condições de treino, e, um ano depois, em 2011, mudou-se para o Rio de Janeiro para tornar-se atleta do Clube de Regatas do Flamengo, clube onde permanece até a atualidade.

#### 2012
Andrade fez sua estreia internacional aos treze anos de idade no Campeonato Pan-Americano de Ginástica Artística de 2012, realizado em Medellín, na Colômbia, onde conquistou, ao lado da seleção brasileira, uma medalha de prata no evento por equipes. Além da prova coletiva, conquistou, nas disputas individuais, medalha de ouro nas provas de individual geral, salto e solo, além de um bronze na trave. Em seguida, no Campeonato Sul-Americano Júnior em Cochabamba, na Bolívia, a ginasta conquistou ouros nas disputas por equipe e individual geral. Em sua estreia em uma disputa doméstica no nível elite, Rebeca tornou-se campeã do Troféu Brasil de Ginástica Artística, superando ginastas de renome no cenário nacional, como Jade Barbosa e Daniele Hypólito.

#### 2013
Andrade manteve o sucesso na sua carreira júnior no ano seguinte, iniciando a temporada com mais um ouro na categoria individual no Nadia Comăneci Invitational em Oklahoma City, nos Estados Unidos. Em agosto, novamente ajudou a equipe brasileira a conquistar uma medalha de ouro no Campeonato Sul-Americano Júnior, além de ter ganhado ouro individual no salto e nas barras assimétricas, prata na trave, atrás apenas da brasileira Flávia Saraiva, e bronze na categoria individual geral, atrás das brasileiras Lorrane Oliveira e Flávia.
Em novembro, a atleta participou da Gimnasíada, em Brasília, na qual fez parte da equipe brasileira que conquistou o vice-título atrás da Rússia. Rebeca conquistou o bronze na competição individual geral, atrás da russa Alla Sosnitskaya e da brasileira Flávia Saraiva. Nas finais por aparelho, ela conquistou medalha de ouro no salto, mas o sexto lugar na prova de solo

#### 2014
No ano de 2014, teve uma fratura no dedão do pé a tirou dos Jogos Olímpicos de Verão da Juventude de 2014, realizado em Nanquim, na China, onde foi substituída por Flávia Saraiva, e encerrou a sua temporada prematuramente.

### Sênior

#### 2015
Em abril de 2015, Rebeca estreou nas competições adultas internacionais na Copa do Mundo de Ginástica, em Ljubljana, na Eslovênia, onde competiu nas finais das paralelas assimétricas, ficando em terceiro lugar com 12,800 pontos e conquistando a medalha de bronze. Contudo, em junho, um rompimento no ligamento cruzado anterior do joelho direito impediu sua participação nos Jogos Pan-Americanos de 2015, realizado em Toronto no Canadá, e sua estreia no Campeonato Mundial, que ocorreu em Glasgow, na Escócia.

#### 2016
No ano de 2016, Andrade retornou à competição após a cirurgia no joelho e conquistou cinco medalhas no circuito da Copa do Mundo, além de competir em sua primeira edição de Jogos Olímpicos de Verão na edição de 2016, realizada no Rio de Janeiro - cidade em que treina e reside desde 2011.

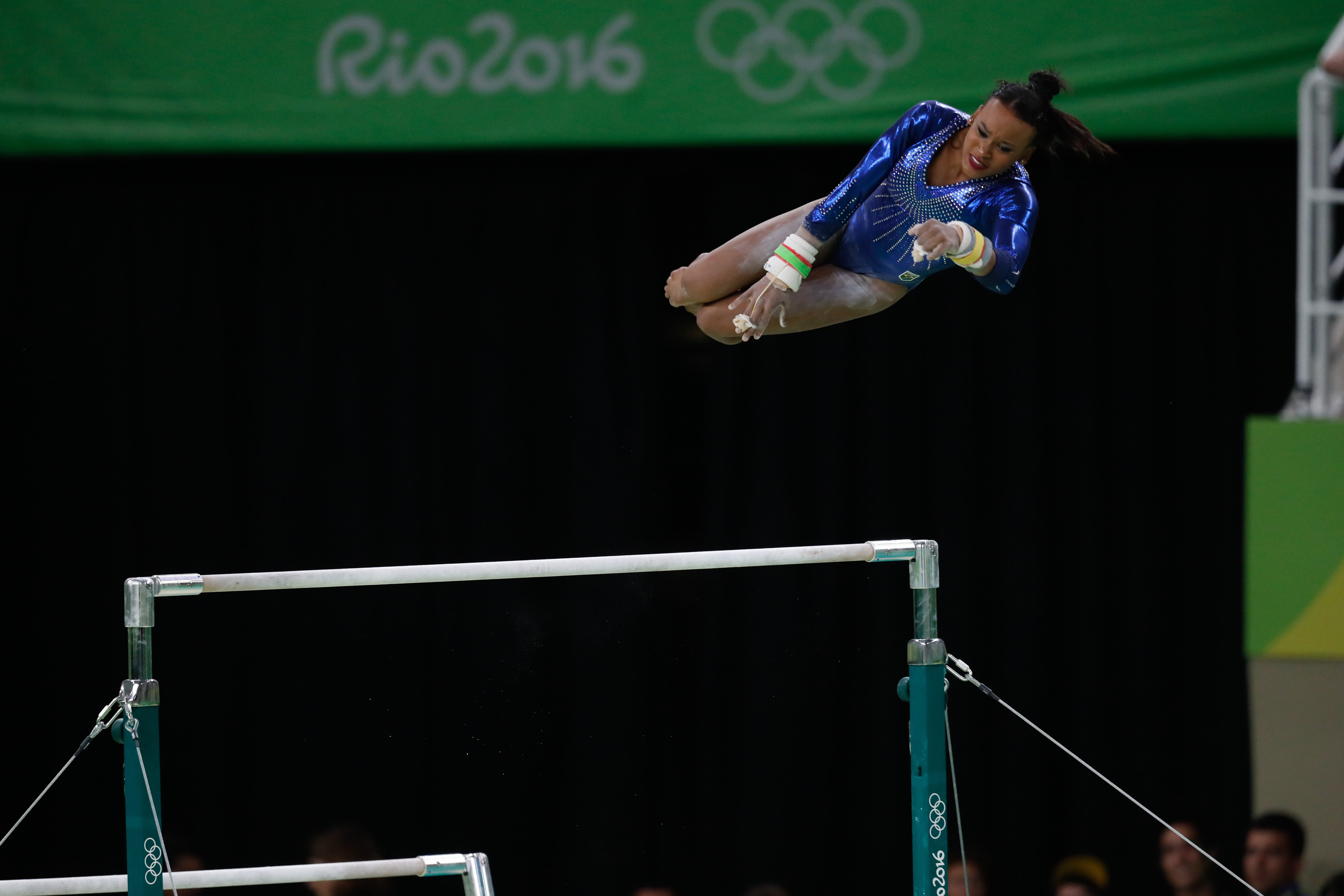
Andrade durante final por equipes da ginástica artística feminina nos Jogos Olímpicos Rio 2016.

Seu retorno aconteceu no Trofeo di Jesolo, onde a ginasta competiu apenas nas barras assimétricas, trave de equilíbrio e salto sobre a mesa. Ela contribuiu para que a equipe brasileira conquistasse a medalha de prata, ficando atrás da equipe dos Estados Unidos, que contou com a participação de Gabrielle Douglas e Aly Raisman. Classificou-se para a final das barras assimétricas, onde terminou em oitavo lugar. Em seguida, competiu na etapa da Copa do Mundo de Doha e conquistou a medalha de prata nas barras assimétricas, ficando atrás da ginasta sueca Jonna Adlerteg.
Foi selecionada para competir no Evento-Teste Olímpico ao lado das atletas Jade Barbosa, Daniele Hypólito, Lorrane Oliveira, Carolyne Pedro e Flávia Saraiva, na tentativa de qualificar o Brasil para os Jogos Olímpicos. Andrade competiu apenas no salto sobre a mesa e nas barras assimétricas, realizando um salto duplo twist Yurchenko e uma passagem limpa nas barras assimétricas. A equipe brasileira conquistou a medalha de ouro no evento por equipes e garantiu uma vaga na disputa por equipes para os Jogos Olímpicos de 2016. Individualmente, ela classificou-se para a final das barras assimétricas, onde conquistou a medalha de bronze, ficando atrás das alemãs Elisabeth Seitz e Sophie Scheder.
Em seguida, ela competiu na etapa da Copa do Mundo de Ginástica em São Paulo, onde classificou-se para as finais das barras assimétricas e trave de equilíbrio. Na final das barras assimétricas, empatou com a alemã Kim Bui e conquistou a medalha de prata. No dia seguinte, na trave de equilíbrio, ela conquistou a medalha de bronze, ficando atrás de sua compatriota Daniele Hypólito e da chilena Simona Castro. Posteriormente, competiu a Copa do Mundo de Anadia, em Portugal, onde conquistou duas medalhas de prata na trave de equilíbrio e no exercício de solo, ambas atrás de sua companheira de equipe, Flavia Saraiva.
Após a etapa da Copa do Mundo de Anadia, Andrade foi selecionada para representar o Brasil nos Jogos Olímpicos de Verão de 2016, ao lado de Jade Barbosa, Daniele Hypólito, Lorrane Oliveira e Flavia Saraiva. Sua última competição de preparação para as Olimpíadas foi um torneio amistoso que ocorreu na Holanda em julho, onde ela empatou com a ginasta holandesa Eythora Thorsdottir e conquistou a medalha de ouro na disputa individual geral.
Nas Olimpíadas de 2016, disputadas no Rio de Janeiro, Andrade teve um desempenho satisfatório na fase de qualificação e ajudou o Brasil a se classificar para a final por equipes em quinto lugar. Também classificou-se individualmente para a final do individual geral em terceiro lugar, com uma pontuação total de 58,732, ficando atrás apenas das ginastas americanas Simone Biles, Aly Raisman e Gabrielle Douglas. Na final por equipes, contudo, Andrade teve uma queda na prova de solo, e a equipe brasileira terminou em oitavo lugar. No individual geral, terminou em décimo primeiro lugar, com uma pontuação total de 56,965.
Após as Olimpíadas, Andrade competiu no Campeonato Brasileiro em novembro. A atleta ajudou a equipe do Flamengo na conquista do ouro por equipes. Nas disputas individuais, conquistou a medalha de ouro no individual geral, barras assimétricas e trave de equilíbrio, e a medalha de prata no solo, ficando atrás de Thais Fidelis.

#### 2017
Rebeca mais uma vez começou sua temporada no Trofeo di Jesolo, onde a equipe brasileira conquistou a medalha de prata, ficando atrás apenas dos Estados Unidos. Andrade ganhou a medalha de prata no individual geral, atrás da ginasta americana Riley McCusker. Nas finais por aparelhos, ela terminou em quinto lugar nas barras assimétricas, sexto na trave de equilíbrio e quarto no exercício de solo.
No dia 13 de maio de 2017, na etapa da Copa do Mundo de Koper, Eslovênia, Rebeca conquistou sua primeira medalha de ouro nas competições adultas após conquistar a prova de salto sobre a mesa. Posteriormente, no Osijek Challenge Cup, competiu apenas nas barras assimétricas devido a um incômodo no pé direito, mas não se classificou para a final do aparelho, terminando em décimo lugar. Poucas semanas depois, Andrade sofreu uma lesão no tornozelo durante os treinamentos e teve que usar uma bota de proteção por dois meses. Retornou às competições em agosto no Campeonato Brasileiro, onde participou apenas nas barras assimétricas e conquistou a medalha de ouro.[carece de fontes?] Em seguida, ela competiu no Varna Challenge Cup e conquistou a medalha de ouro tanto no salto sobre a mesa quanto nas barras assimétricas.
Andrade inicialmente foi convocada para a equipe do Campeonato Mundial juntamente com a estreante Thais Fidelis. No entanto, durante o aquecimento para o treino de pódio, ela rompeu o ligamento cruzado anterior pela segunda vez e ficou de fora da competição. A atleta passou por uma segunda cirurgia de reconstrução do ligamento em outubro.

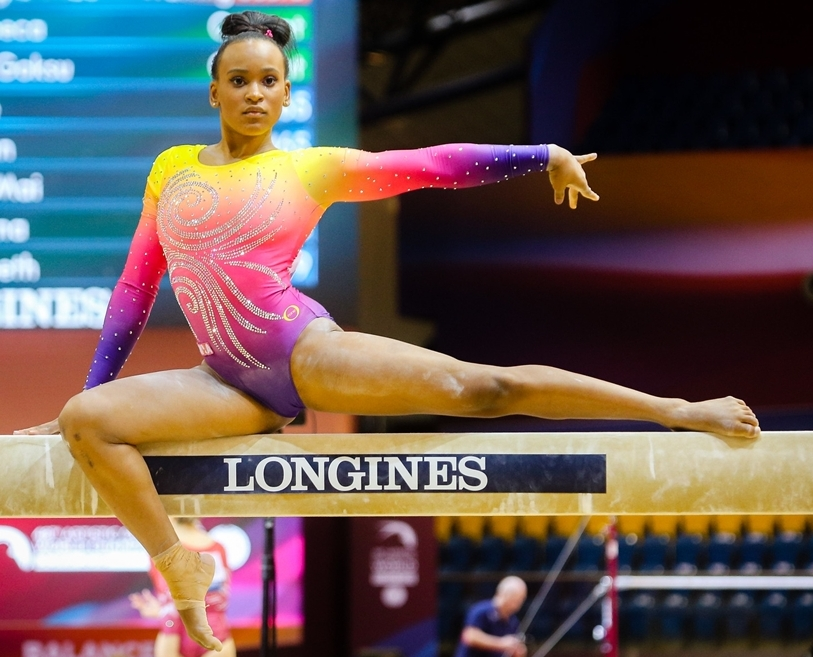
Rebeca no Mundial de 2018.

#### 2018
Rebeca voltou a competir em setembro de 2018, no Campeonato Pan-Americano, no qual participou apenas em dois aparelhos, salto sobre a mesa e barras assimétricas, em Lima no Peru. Rebeca fez parte da equipe brasileira que conquistou a prata na disputa por equipes, ficando atrás apenas dos Estados Unidos. No mesmo ano, Andrade participou de seu primeiro Campeonato Mundial, realizado em Doha no Catar, e competiu no salto sobre a mesa, barras assimétricas e trave de equilíbrio, contribuindo para que o Brasil se classificasse para a final por equipes em quinto lugar. Na final por equipes, a equipe brasileira terminou em sétimo lugar depois que Andrade, Barbosa e Saraiva caíram nas barras assimétricas. Após o Campeonato Mundial, Andrade competiu na etapa da Copa do Mundo de Cottbus em 2018, onde conquistou a medalha de ouro no salto sobre a mesa e na trave de equilíbrio, além da medalha de prata nas barras assimétricas.

#### 2019
Sua única competição na temporada de 2019 foi o DTB Team Challenge em Stuttgart, onde conquistou uma medalha de ouro na disputa individual geral, além de contribuir para um ouro por equipes para a seleção brasileira. Em junho de 2019, Rebeca lesionou pela terceira vez o joelho durante o Campeonato Brasileiro, o que impediu a sua participação no Mundial daquele ano, dificultando a garantia de uma vaga olímpica por equipes para a seleção brasileira.

#### 2020
Por conta da pandemia de COVID-19, a volta às competições de Rebeca foram interrompidas. Embora tenha se posicionado bem na qualificatória da etapa de Baku da Copa do Mundo, as finais de eventos foram canceladas devido às medidas de biossegurança no Azerbaijão. Em dezembro, Rebeca e Flávia Saraiva testaram positivo para COVID.

#### 2021
Em junho de 2021, a ginasta conquistou a vaga olímpica ao receber a medalha de ouro individual geral no Campeonato Panamericano, realizado no Rio de Janeiro. No mês seguinte, durante os Jogos Olímpicos de Verão de 2020, realizado em Tóquio, no Japão, Rebeca fez história ao conquistar uma inédita primeira medalha da ginástica feminina em Olimpíadas, ao receber a prata na disputa Individual Geral. Outro feito histórico foi garantido na final do salto, disputa na qual Rebeca foi medalhista de ouro, tornando-se a primeira mulher ginasta campeã olímpica do Brasil e a primeira atleta brasileira com duas medalhas em uma mesma Olímpiada. Rebeca foi confirmada como porta-bandeira da delegação brasileira na cerimônia de encerramento dos Jogos de Tóquio.
No Mundial de 2021, realizado em Kitakyushu no Japão, a ginasta mais uma vez ultrapassou recordes ao ser a primeira brasileira a conquistar mais de uma medalha em um campeonato mundial de ginástica artística, após se tornar medalhista de ouro no salto e medalhista de prata nas assimétricas.

#### 2022
No ano de 2022, Rebeca iniciou sua temporada em maio no Troféu Brasil, onde conquistou a medalha de ouro nas barras assimétricas e a medalha de prata na trave de equilíbrio.
Em julho, a ginasta foi convocada para a equipe brasileira no Campeonato Pan-Americano que ocorreu na cidade do Rio de Janeiro, ao lado de Flávia Saraiva, Christal Bezerra, Lorrane Oliveira, Carolyne Pedro e Júlia Soares. No primeiro dia de competição, que determinou os resultados do individual geral e por aparelhos, Andrade conquistou a medalha de ouro nas barras assimétricas, bem como a medalha de prata na trave de equilíbrio, atrás de Saraiva. Além disso, ela ajudou o Brasil a se classificar para a final por equipes em primeiro lugar. Optou por não competir no solo. Na final por equipes, Andrade contribuiu com notas no salto sobre a mesa, barras assimétricas e trave de equilíbrio para a vitória do Brasil em primeiro lugar, à frente dos Estados Unidos e do Canadá - a primeira vitória do Brasil sobre os Estados Unidos na competição desde 1997. Andrade afirmou que "Essa vitória é muito importante para o futuro da ginástica [no Brasil], para as meninas que estão surgindo e para as que vieram antes de nós."
Em agosto, Andrade competiu no Campeonato Brasileiro, onde conquistou o título no individual geral, à frente de Saraiva e Soares e também obteve as maiores pontuações no salto sobre a mesa, barras assimétricas e trave de equilíbrio, bem como a segunda maior pontuação no exercício de solo, apesar de realizar coreografias mais simples tecnicamente. Em setembro, Andrade competiu na etapa de Paris da Copa do Mundo, onde disputou apenas as barras assimétricas, aparelho no qual conquistou a medalha de prata, ficando atrás da estadunidense Shilese Jones.
Em outubro, Andrade foi convocada para a equipe que competiria no Campeonato Mundial em Liverpool ao lado de Saraiva, Soares, Oliveira, Pedro e Bezerra. Na fase de qualificação, Andrade classificou-se em primeiro lugar para a final do individual geral, em segundo lugar para a final do exercício de solo, em terceiro lugar para a final das barras assimétricas, em sétimo lugar para a final da trave de equilíbrio e ajudou o Brasil a se classificar para a final por equipes em terceiro lugar, contudo, no salto sobre a mesa, apesar de ter marcado 15.066 em seu primeiro salto, um Cheng, suas mãos escorregaram na mesa durante sua segunda tentativa de salto, o que a levou a 11.466 de nota, deixando-a de fora da final no aparelho. Na final por equipes, o Brasil terminou em quarto lugar, atrás dos Estados Unidos, da Grã-Bretanha e do Canadá. Na final do individual geral, Andrade conquistou a medalha de ouro à frente de Shilese Jones e Jessica Gadirova, com uma pontuação de 56.899, tornando-se a primeira ginasta sul-americana a conquistar um título mundial no individual geral. Rebeca ainda conquistou a medalha de bronze na final do exercício de solo ao lado da estaunidense Jade Carey, ficando atrás da britânica Jessica Gadirova e da estadunidense Jordan Chiles, que terminaram em primeiro e segundo lugar, respectivamente.
Em dezembro, por sua performance esportiva, em especial nas Olimpíadas do ano anterior, foi condecorada pelo governo brasileiro com a Ordem de Rio Branco, no grau de Comendador.

#### 2023
Em 2023, juntamente com as atletas Flávia Saraiva, Jade Barbosa, Lorrane Oliveira, Carolyne Pedro e Júlia Soares, Rebeca fez parte da equipe brasileira que conquistou a primeira medalha na categoria por equipes para o país em campeonatos mundiais, na Antuérpia, com uma prata. Este feito histórico marcou a primeira vez que uma seleção sul-americana alcançou tal conquista.
Além disso, Rebeca se tornou a ginasta mais premiada do país em mundiais, ao garantir sua sexta medalha ao conquistar o vice-campeonato no individual geral no mesmo ano. Um marco histórico adicional foi a inédita presença de três mulheres negras no pódio do Mundial de Ginástica, composto por Simone Biles levando o ouro, Rebeca conquistando a prata, e Shilese Jones ficando com o bronze. Nesta mesma competição, Andrade sagrou-se campeã na categoria salto, superando a lendária Simone Biles, e conquistando o bicampeonato, uma vez que também havia vencido em 2021. Ainda na mesma competição, assegurou a medalha de bronze na categoria trave e a medalha de prata na categoria solo, em um pódio inédito com a também brasileira Flávia Saraiva, que garantiu o bronze, assim medalhando em todas as finais às quais se classificou. Com esse feito, Rebeca se tornou a primeira ginasta brasileira a conquistar medalhas em todas as cinco categorias em um mesmo Mundial, encerrando a competição com nove medalhas mundiais em sua carreira.

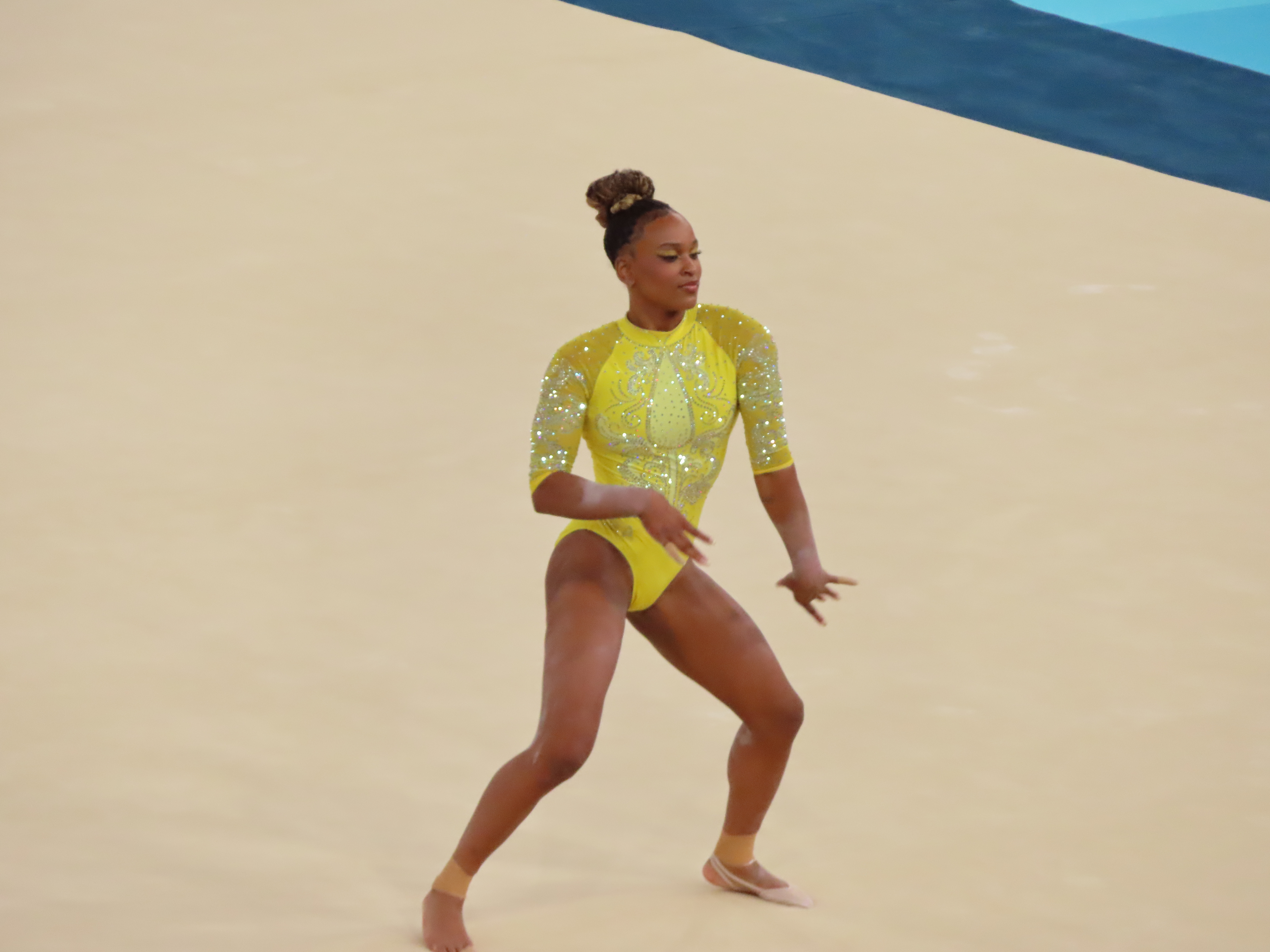
Rebeca em uma prova de solo, durante os Jogos Olímpicos de Verão de 2024

#### 2024
Durante os Jogos Olímpicos de Verão de 2024, juntamente com as atletas Flávia Saraiva, Jade Barbosa, Lorrane Oliveira e Júlia Soares, Rebeca fez parte da equipe que conquistou pela primeira vez para o Brasil uma medalha na categoria por equipes femininas nos Jogos Olímpicos, além de ter conquistado a medalha de prata na categoria individual geral feminino em uma disputa acirrada com Simone Biles, que ficou com o ouro. 
Também conquistou uma medalha de prata no Salto. A quarta medalha olímpica fez Andrade superar Mayra Aguiar e Hélia Souza como a atleta brasileira feminina com mais pódios olímpicos. Após um quarto lugar na trave, Andrade conquistou a medalha de ouro na categoria Solo, e o sexto pódio a tornou a maior medalhista brasileira da história.

#### 2025
Em 21 de abril de 2025, Rebeca recebeu o Prêmio Laureus do Esporte Mundial, na categoria Melhor Retorno do Ano, tornando-se a primeira mulher brasileira a vencer o Oscar do Esporte.

## Histórico competitivo

### Juvenil
| Ano  | Evento                           | AA               | Equipe            | VT              | UB              | BB               | FX               |
| ---- | -------------------------------- | ---------------- | ----------------- | --------------- | --------------- | ---------------- | ---------------- |
| 2012 | Campeonato Sul-Americano Juvenil | Medalha de ouro  | Medalha de ouro   |                 |                 |                  |                  |
| 2012 | Troféu Brasil                    |                  | Medalha de ouro   |                 |                 |                  |                  |
| 2013 | Comaneci Invitational            |                  | Medalha de ouro   |                 |                 |                  |                  |
| 2013 | Campeonato Sul-Americano Juvenil | Medalha de ouro  | Medalha de bronze | Medalha de ouro | Medalha de ouro | Medalha de prata |                  |
| 2013 | Gimnasíada                       | Medalha de prata | Medalha de bronze | Medalha de ouro |                 |                  | 6°               |
| 2014 | WOGA Classic                     | Medalha de prata | Medalha de ouro   | Medalha de ouro | Medalha de ouro | Medalha de prata | Medalha de prata |
| 2014 | Campeonato Pan-Americano         | Medalha de prata | Medalha de prata  | Medalha de ouro | Medalha de ouro | Medalha de ouro  | Medalha de prata |

### Sênior
| Ano  | Evento                      | AA                | Equipe            | VT               | UB                | BB                | FX                |
| ---- | --------------------------- | ----------------- | ----------------- | ---------------- | ----------------- | ----------------- | ----------------- |
| 2015 | Copa do Mundo - Ljubljana   |                   |                   |                  | Medalha de bronze |                   |                   |
| 2015 | Copa do Mundo - São Paulo   |                   |                   | Medalha de prata | 7°                |                   |                   |
| 2015 | Flanders Team Challenge     | Medalha de bronze | Medalha de prata  |                  |                   |                   |                   |
| 2016 | Troféu Cidade de Jesolo     | Medalha de prata  |                   |                  | 8°                |                   |                   |
| 2016 | Copa do Mundo - Doha        |                   |                   |                  | Medalha de prata  |                   |                   |
| 2016 | Evento-teste das Olimpíadas | Medalha de ouro   |                   |                  | Medalha de bronze |                   |                   |
| 2016 | Copa do Mundo - São Paulo   |                   |                   |                  | Medalha de prata  | Medalha de bronze |                   |
| 2016 | Copa do Mundo - Anadia      |                   |                   |                  |                   | Medalha de prata  | Medalha de prata  |
| 2016 | Dutch Olympic Qualifier     |                   | Medalha de ouro   |                  |                   |                   |                   |
| 2016 | Jogos Olímpicos             | 11°               | 8°                |                  |                   |                   |                   |
| 2016 | Campeonato Brasileiro       |                   | Medalha de ouro   |                  | Medalha de ouro   | Medalha de ouro   | Medalha de prata  |
| 2017 | Troféu Cidade de Jesolo     | Medalha de prata  | Medalha de prata  |                  | 5°                | 6°                | 4°                |
| 2017 | Copa do Mundo - Koper       |                   |                   | Medalha de ouro  |                   |                   |                   |
| 2017 | Campeonato Brasileiro       |                   |                   |                  | Medalha de ouro   |                   |                   |
| 2017 | Copa do Mundo - Varna       |                   |                   | Medalha de ouro  | Medalha de ouro   |                   |                   |
| 2018 | Campeonato Pan-Americano    |                   | Medalha de prata  |                  |                   |                   |                   |
| 2018 | Campeonato Mundial          |                   | 7º                |                  |                   |                   |                   |
| 2018 | Copa do Mundo - Cottbus     |                   |                   | Medalha de ouro  | Medalha de prata  | Medalha de ouro   |                   |
| 2019 | DTB Team Challenge          | Medalha de ouro   | Medalha de ouro   |                  |                   |                   |                   |
| 2020 | Copa do Mundo - Baku        |                   |                   |                  | [ a ]             | [ a ]             |                   |
| 2021 | Campeonato Pan-Americano    | Medalha de ouro   | Medalha de ouro   |                  |                   |                   |                   |
| 2021 | Copa do Mundo - Doha        |                   |                   |                  | Medalha de ouro   | Medalha de bronze |                   |
| 2021 | Jogos Olímpicos             | Medalha de prata  |                   | Medalha de ouro  |                   |                   | 5°                |
| 2021 | Campeonato Brasileiro       | Medalha de ouro   | Medalha de ouro   |                  |                   |                   |                   |
| 2021 | Campeonato Mundial          |                   |                   | Medalha de ouro  | Medalha de prata  | 6º                |                   |
| 2022 | Troféu Brasil               |                   |                   |                  | Medalha de ouro   | Medalha de prata  |                   |
| 2022 | Campeonato Pan-Americano    |                   | Medalha de ouro   |                  | Medalha de ouro   | Medalha de prata  |                   |
| 2022 | Campeonato Brasileiro       | Medalha de ouro   | Medalha de ouro   |                  | Medalha de ouro   | Medalha de ouro   | Medalha de prata  |
| 2022 | Copa do Mundo - Paris       |                   |                   |                  | Medalha de prata  |                   |                   |
| 2022 | Campeonato Mundial          | Medalha de ouro   | 4º                | 12°              | 8°                | 8°                | Medalha de bronze |
| 2023 | Campeonato Brasileiro       |                   | Medalha de ouro   |                  | Medalha de ouro   | Medalha de ouro   | Medalha de ouro   |
| 2023 | Copa do Mundo - Paris       |                   |                   |                  | Medalha de prata  |                   |                   |
| 2023 | Campeonato Mundial          | Medalha de prata  | Medalha de prata  | Medalha de ouro  |                   | Medalha de bronze | Medalha de prata  |
| 2024 | Copa do Mundo - Antalya     |                   |                   |                  | Medalha de prata  |                   |                   |
| 2024 | Troféu Cidade de Jesolo     | Medalha de prata  |                   |                  | Medalha de ouro   | Medalha de prata  |                   |
| 2024 | Troféu Brasil               |                   |                   |                  | Medalha de ouro   | Medalha de ouro   |                   |
| 2024 | Jogos Olímpicos             | Medalha de prata  | Medalha de bronze | Medalha de prata |                   | 4°                | Medalha de ouro   |
| 2024 | Campeonato Brasileiro       |                   | Medalha de ouro   |                  | Medalha de ouro   |                   |                   |